# بدون تو خانه نخواهم رفت
«بدون تو خانه نخواهم رفت» یک تک‌آهنگ از گروه موسیقی آلترنتیو راک مارون فایو است که در ۱۹ نوامبر ۲۰۰۷ منتشر شد.
این تک‌آهنگ در چارت‌های استرالیا جزو ده ترانه اول قرار گرفت.